# Großer Preis von Frankreich 1967
Der Große Preis von Frankreich 1967 (offiziell LIII Grand Prix de l'ACF) fand am 2. Juli auf dem Circuit Bugatti in Le Mans statt und war das fünfte Rennen der Automobil-Weltmeisterschaft 1967.

## Berichte

### Hintergrund
Als Austragungsort für den Großen Preis von Frankreich wurde 1967 der damals neue Circuit Bugatti gewählt, der die berühmte Start-Ziel-Gerade sowie die erste langgezogene Rechtskurve des Kurses, der beim 24-Stunden-Rennen von Le Mans befahren wird, beinhaltete. Der übrige Teil der Strecke bestand aus einer Abfolge von größtenteils engen Kurven, wodurch sich eine relativ geringe Durchschnittsgeschwindigkeit ergab. Da der Kurs weder bei den Fahrern, noch bei den Zuschauern Anklang fand, wurde die Strecke nur dieses eine Mal für einen Grand Prix genutzt.
Nach dem Großen Preis von Belgien führte Denis Hulme in der Fahrerwertung mit fünf Punkten vor Pedro Rodríguez und Chris Amon.

### Training
Rund einen Monat nach dem ersten Sieg des Lotus 49 steuerte Graham Hill den Wagen ein weiteres Mal auf die Pole-Position. Das Fahrzeug war zwar schnell, aber über die Renndistanz noch sehr unzuverlässig.
Der amtierende Weltmeister Jack Brabham und der Sieger des vorangegangenen WM-Laufs in Belgien, Dan Gurney, qualifizierten sich ebenfalls für die aus drei Fahrzeugen bestehende erste Startreihe. Es folgte Hills Teamkollege Jim Clark neben Bruce McLaren, der an diesem Wochenende nicht mit seinem eigenen Wagen, sondern mit einem zweiten Eagle als Teamkollege von Gurney antrat. Die dritte Startreihe bildeten Hulme im zweiten Werks-Brabham, Amon im einzigen Ferrari, der an diesem Wochenende zum Einsatz kam, sowie Cooper-Werkspilot Jochen Rindt.

### Rennen
Die erste Runde beendete Hill als Führender, bevor er von Brabham überholt wurde. Eine Runde später ging Clark an Gurney vorbei. Die beiden Lotus-Werkswagen holten daraufhin sukzessive auf den amtierenden Weltmeister auf.
In der fünften Runde ging Clark in Führung und Hill komplettierte eine Doppelspitze für das Team Lotus. In der elften Runde übernahm Hill kurz die Führung, ehe er wegen eines Differentialschadens aufgeben musste. Neun Runden später wurde Clark wegen desselben Problems an der Fortsetzung des Rennens gehindert, sodass Brabham die Führung kampflos zurückerhielt. Gurney und Amon waren nun seine nächsten Verfolger, wobei Hulme den Ferrari wenig später überholte und den dritten Rang einnahm. Als Gurney in der 40. Runde wegen eines Problems mit der Kraftstoffzufuhr aufgeben musste, ergab sich eine Brabham-Doppelführung, die schließlich bis ins Ziel Bestand hatte.
Den dritten Platz konnte Amon wegen eines Problems mit dem Gasgestänge nicht halten. Da auch Rodríguez technisch bedingt ausschied, erreichte letztendlich Jackie Stewart den Podestplatz. Chris Irwin im privat eingesetzten BRM P83 des Reg-Parnell-Racing-Teams verlor den vierten Rang erst in der viertletzten Runde an den ebenfalls in einem nicht werksunterstützten Wagen antretenden Joseph Siffert. Er wurde allerdings trotz des Ausfalls wegen der zurückgelegten Distanz noch als Fünfter gewertet.

## Meldeliste
| Team                        | Nr. | Fahrer          | Chassis      | Motor                    | Reifen |
| --------------------------- | --- | --------------- | ------------ | ------------------------ | ------ |
| Scuderia Ferrari SpA SEFAC  | 02  | Chris Amon      | Ferrari 312  | Ferrari 242 3.0 V12      | F      |
| Brabham Racing Organisation | 03  | Jack Brabham    | Brabham BT24 | Repco 740 3.0 V8         | G      |
| Brabham Racing Organisation | 04  | Denis Hulme     | Brabham BT24 | Repco 740 3.0 V8         | G      |
| Team Lotus                  | 05  | Jim Clark       | Lotus 49     | Ford Cosworth DFV 3.0 V8 | F      |
| Team Lotus                  | 06  | Graham Hill     | Lotus 49     | Ford Cosworth DFV 3.0 V8 | F      |
| Anglo American Racers       | 07  | Bruce McLaren   | Eagle T1G    | Weslake 58 3.0 V12       | G      |
| Anglo American Racers       | 08  | Dan Gurney      | Eagle T1G    | Weslake 58 3.0 V12       | G      |
| Owen Racing Organisation    | 09  | Jackie Stewart  | BRM P261     | BRM P60 2.1 V8           | G      |
| Owen Racing Organisation    | 10  | Mike Spence     | BRM P83      | BRM P75 3.0 H16          | G      |
| Cooper Car Company          | 11  | Jochen Rindt    | Cooper T81B  | Maserati 10/F1 3.0 V12   | F      |
| Cooper Car Company          | 12  | Pedro Rodríguez | Cooper T81   | Maserati 9/F1 3.0 V12    | F      |
| Reg Parnell Racing          | 15  | Chris Irwin     | BRM P83      | BRM P75 3.0 H16          | F      |
| Guy Ligier                  | 16  | Guy Ligier      | Cooper T81   | Maserati 9/F1 3.0 V12    | D      |
| DW Racing Enterprises       | 17  | Bob Anderson    | Brabham BT11 | Climax FPF 2.8 L4        | F      |
| Rob Walker Racing           | 18  | Joseph Siffert  | Cooper T81   | Maserati 9/F1 3.0 V12    | F      |

## Klassifikationen

### Startaufstellung
| Pos. | Fahrer          | Konstrukteur    | Zeit   | Ø-Geschwindigkeit | Start |
| ---- | --------------- | --------------- | ------ | ----------------- | ----- |
| 01   | Graham Hill     | Lotus-Ford      | 1:36,2 | 165,480 km/h      | 01    |
| 02   | Jack Brabham    | Brabham-Repco   | 1:36,3 | 165,308 km/h      | 02    |
| 03   | Dan Gurney      | Eagle-Weslake   | 1:37,0 | 164,115 km/h      | 03    |
| 04   | Jim Clark       | Lotus-Ford      | 1:37,5 | 163,274 km/h      | 04    |
| 05   | Bruce McLaren   | Eagle-Weslake   | 1:37,6 | 163,107 km/h      | 05    |
| 06   | Denis Hulme     | Brabham-Repco   | 1:37,9 | 162,607 km/h      | 06    |
| 07   | Chris Amon      | Ferrari         | 1:38,0 | 162,441 km/h      | 07    |
| 08   | Jochen Rindt    | Cooper-Maserati | 1:38,9 | 160,963 km/h      | 08    |
| 09   | Chris Irwin     | B.R.M.          | 1:39,4 | 160,153 km/h      | 09    |
| 10   | Jackie Stewart  | B.R.M.          | 1:39,6 | 159,831 km/h      | 10    |
| 11   | Joseph Siffert  | Cooper-Maserati | 1:40,1 | 159,033 km/h      | 11    |
| 12   | Mike Spence     | B.R.M.          | 1:40,3 | 158,716 km/h      | 12    |
| 13   | Pedro Rodríguez | Cooper-Maserati | 1:40,5 | 158,400 km/h      | 13    |
| 14   | Bob Anderson    | Brabham-Climax  | 1:44,9 | 151,756 km/h      | 14    |
| 15   | Guy Ligier      | Cooper-Maserati | 1:45,2 | 151,323 km/h      | 15    |

### Rennen
| Pos. | Fahrer          | Konstrukteur    | Runden | Stopps | Zeit       | Start | Schnellste Runde |
| ---- | --------------- | --------------- | ------ | ------ | ---------- | ----- | ---------------- |
| 01   | Jack Brabham    | Brabham-Repco   | 80     | 0      | 2:13:21,3  | 02    | 1:38,1           |
| 02   | Denis Hulme     | Brabham-Repco   | 80     | 0      | + 49,5     | 06    | 1:38,9           |
| 03   | Jackie Stewart  | B.R.M.          | 79     | 0      | + 1 Runde  | 10    | 1:39,5           |
| 04   | Joseph Siffert  | Cooper-Maserati | 77     | 0      | + 3 Runden | 11    | 1:42,2           |
| 05   | Chris Irwin     | B.R.M.          | 76     | 0      | DNF        | 09    | 1:41,4           |
| 06   | Pedro Rodríguez | Cooper-Maserati | 76     | 1      | + 4 Runden | 13    | 1:37,9           |
| –    | Guy Ligier      | Cooper-Maserati | 68     | 1      | NC         | 15    | 1:47,6           |
| –    | Chris Amon      | Ferrari         | 47     | 0      | DNF        | 07    | 1:38,8           |
| –    | Dan Gurney      | Eagle-Weslake   | 40     | 0      | DNF        | 03    | 1:38,0           |
| –    | Jochen Rindt    | Cooper-Maserati | 33     | 0      | DNF        | 08    | 1:39,5           |
| –    | Bruce McLaren   | Eagle-Weslake   | 26     | 0      | DNF        | 05    | 1:39,7           |
| –    | Jim Clark       | Lotus-Ford      | 23     | 0      | DNF        | 04    | 1:36,9           |
| –    | Bob Anderson    | Brabham-Climax  | 16     | 0      | DNF        | 14    | 1:42,6           |
| –    | Graham Hill     | Lotus-Ford      | 13     | 0      | DNF        | 01    | 1:36,7           |
| –    | Mike Spence     | B.R.M.          | 9      | 0      | DNF        | 12    | 1:40,6           |

## WM-Stände nach dem Rennen
Die ersten sechs des Rennens bekamen 9, 6, 4, 3, 2, 1 Punkte. Die besten fünf Ergebnisse der ersten sechs und die besten vier der restlichen fünf Rennen zählten zur Meisterschaft. In der Konstrukteurswertung zählten dabei nur die Punkte des bestplatzierten Fahrers eines Teams.

### Fahrerwertung
| Pos. | Fahrer          | Konstrukteur                   | Punkte |
| ---- | --------------- | ------------------------------ | ------ |
| 01   | Denis Hulme     | Brabham-Repco                  | 22     |
| 02   | Jack Brabham    | Brabham-Repco                  | 16     |
| 03   | Pedro Rodríguez | Cooper-Maserati                | 12     |
| 04   | Chris Amon      | Ferrari                        | 11     |
| 05   | Jim Clark       | Lotus-B.R.M.                   | 10     |
| 06   | Jackie Stewart  | B.R.M.                         | 10     |
| 07   | Dan Gurney      | Eagle-Climax                   | 9      |
| 08   | Graham Hill     | Lotus-Ford                     | 6      |
| 09   | John Love       | Cooper-Climax                  | 6      |
| 10   | John Surtees    | Honda                          | 4      |
| 11   | Bruce McLaren   | McLaren-B.R.M. / Eagle-Weslake | 3      |
| 12   | Mike Spence     | B.R.M.                         | 3      |
| 13   | Jochen Rindt    | Cooper-Maserati                | 3      |

| Pos. | Fahrer              | Konstrukteur          | Punkte |
| ---- | ------------------- | --------------------- | ------ |
| 14   | Joseph Siffert      | Cooper-Maserati       | 3      |
| 15   | Bob Anderson        | Brabham-Climax        | 2      |
| 16   | Mike Parkes         | Ferrari               | 2      |
| 17   | Chris Irwin         | Lotus-B.R.M. / B.R.M. | 2      |
| 18   | Ludovico Scarfiotti | Ferrari               | 1      |
| 19   | Guy Ligier          | Cooper-Maserati       | 0      |
| –    | Joakim Bonnier      | Cooper-Maserati       | 0      |
| –    | Lorenzo Bandini †   | Ferrari               | 0      |
| –    | Piers Courage       | Lotus-B.R.M.          | 0      |
| –    | Dave Charlton       | Brabham-Climax        | 0      |
| –    | Luki Botha          | Brabham-Climax        | 0      |
| –    | Sam Tingle          | LDS-Climax            | 0      |
| –    | Johnny Servoz-Gavin | Matra-Ford            | 0      |

### Konstrukteurswertung
| Pos. | Konstrukteur    | Punkte |
| ---- | --------------- | ------ |
| 01   | Brabham-Repco   | 27     |
| 02   | Cooper-Maserati | 17     |
| 03   | B.R.M.          | 11     |
| 04   | Ferrari         | 11     |
| 05   | Lotus-Ford      | 10     |
| 06   | Eagle-Weslake   | 9      |
| 07   | Cooper-Climax   | 6      |

| Pos. | Konstrukteur   | Punkte |
| ---- | -------------- | ------ |
| 08   | Lotus-B.R.M.   | 6      |
| 09   | Honda          | 4      |
| 10   | McLaren-B.R.M. | 3      |
| 11   | Brabham-Climax | 2      |
| –    | Lotus-Climax   | 0      |
| –    | LDS-Climax     | 0      |
| –    | Matra-Ford     | 0      |